# Chasing the Sun (canção de The Wanted)
Chasing the Sun é um single dance-pop da boy band britânica The Wanted, extraído do seu álbum Word of Mouth e do seu EP The Wanted em 17 de abril 17 de 2012. O single foi co-escrito por Example. É tema do filme A Era do Gelo 4.

## Faixas
- UK CD single[1] / Digital EP[2]

1. "Chasing the Sun" – 3:14
2. "Chasing the Sun" (Tantrum Desire Remix) – 5:22
3. "Fix You" (Live) – 3:29
4. "Glad You Came" (Live) – 3:22

- German CD single[3]

1. "Chasing the Sun" (2012 Remaster) - 3:14
2. "Fix You" (Live) - 3:29

## Desempenho nas paradas
| Paradas (2012)             | Melhor posição |
| -------------------------- | -------------- |
| - Bélgica                  | 49             |
| - Billboard Brasil Hot 100 | 25             |
| - Billboard Brasil Hot Pop | 4              |
| - Canadá                   | 50             |
| - Irlanda                  | 4              |
| - Escócia                  | 1              |
| - Reino Unido              | 2              |

## Histórico de lançamento
| País           | Data                | Formato          | Gravadora                              |
| -------------- | ------------------- | ---------------- | -------------------------------------- |
| Estados Unidos | 17 de abril de 2012 | download digital | Mercury Records, Global Talent Records |
| Dinamarca      | 27 de abril de 2012 | download digital | Island Records, Global Talent Records  |
| Finlândia      | 27 de abril de 2012 | download digital | Island Records, Global Talent Records  |
| França         | 27 de abril de 2012 | download digital | Island Records, Global Talent Records  |
| Países Baixos  | 27 de abril de 2012 | download digital | Island Records, Global Talent Records  |
| Nova Zelândia  | 27 de abril de 2012 | download digital | Island Records, Global Talent Records  |
| Espanha        | 27 de abril de 2012 | download digital | Island Records, Global Talent Records  |
| Suécia         | 27 de abril de 2012 | download digital | Island Records, Global Talent Records  |
| Suíça          | 27 de abril de 2012 | download digital | Island Records, Global Talent Records  |
| Estados Unidos | 15 de maio de 2012  | Rádio            | Mercury Records, Global Talent Records |
| Reino Unido    | 20 de maio de 2012  | download digital | Island Records, Global Talent Records  |
| Reino Unido    | 21 de maio de 2012  | CD single        | Island Records, Global Talent Records  |
| Alemanha       | 27 de julho de 2012 | CD single        | Island Records, Global Talent Records  |